# ادوارد آگوست فون رگل
ادوارد آگوست فون رگل  (متولد ۱۳ آگوست ۱۸۱۵ در گوتا ، درگذشت ۱۵ آوریل۱۸۹۲ در سن پترزبورگ) یک باغبان و گیاه شناس آلمانی بود. او درمقام  مدیر باغ گیاه شناسی سلطنتی روسیه، در سن پترزبورگ، به کار خود پایان داد. از آنجایی که  طبیعت شناسان و کاوشگران،  سالها  مجموعه های یافته های زیستی  از سفرهای تجسسی  خود را برای وی ارسال میکردند،  ادوارد آگوست فون رگل ، توانست بسیاری از گونه های ناشناخته  آمده از مناطق مرزی جهان را توصیف و نامگذاری کند.

## پیشینه
ادوارد آگوست فون رگل، پسر معلم  و واعظ پادگان لودویگ ، آ. رگل بود. از همان زمان کودکی او دوست داشت میوه کاشته  و پرورش دهد. وی هرس درختان سیب را از باغبان پدربزرگش  یاد گرفت و باغ والدینش را باغبانی کرد.
ادوارد آگوست فون رگل، مدتی در گومنازیوم تحصیل کرد اما در امتحانات پایانی شرکت نکرد. با این حال، او صاحب مدارک  تحصیلی از دانشگاه بن است.
ادوارد آگوست فون رگل، در سال  ۱۸۳۰ درسن ۱۵ سالگی در باغ سلطنتی در گوتا، شروع به کار کرد. دربهار سال ۱۸۳۳ بعنوان دستیار مشغول کار در باغ گیاه‌شناسی در گوتینگن  شد. در ادامه، وی بین سالهای ۱۸۳۷ تا ۱۸۳۹ در باغ گیاهشناسی بن ؛ و بین سالهای ۱۸۳۹ تا ۱۸۴۲ در باغ گیاهشناسی برلین مشغول کار و کسب تجربه بود.  در سال ۱۸۴۲ او راهی سوئیس گشته و بعنوان رئیس باغ گیاه شناسی قدیمی ، زوریخ استخدام شد. در این دوره، ادوارد رگل همزمان به تدریس علوم طبیعی مشغول بود. او در سال ۱۸۵۲ اقدام به انتشار یک مجله گیاهشناسینمود و در آن  به توصیف بسیاری از گونه های ناشناخته گیاهی پرداخت.
در سال ۱۸۵۵ رگل به سن پترزبورگ روسیه رفت و در آنجا ابتدا به عنوان مدیر تحقیق و بعداً به عنوان گیاه شناس ارشد در باغ گیاهشناسی امپریال کار کرد. رگل از سال ۱۸۷۵ تا پایان زندگی، بعنوان مدیر باغ گیاهشناسی سلطنتی خدمت کرد. در آنجا ، او بر ایجاد برخی از باغها و آزمایشگاه ها و دیگر تأسیسات مربوط نظارت داشت. وی بنیانگذار و نایب رئیس انجمن باغبانی روسیه و تعدادی از مجلات دانشگاهی بود. در سال ۱۸۷۵ ، او به عضویت  آکادمی علوم سن پترزبورگ در آمد. شماره ۱۱۱ مجله گیاه شناسی کورتیس به او اختصاص داده شده است.
رگل در سال۱۸۹۲ در سن پترزبورگ درگذشت و در قبرستان لوتران  به خاک سپرده شد.